# یکاترینا دوریان-آرمنیان
یکاترینا میخائیلی دوریان-آرمنیان (ارمنی: Եկատերինա Միխայիլի Դուրյան-Արմենյան؛  زادهٔ ۲۸ اوت ۱۸۸۵ - درگذشته ۶ مهٔ ۱۹۶۹) بازیگر تئاتر اهل ارمنستان بود.

## زندگی‌نامه
وی در ۲۸ اوت ۱۸۸۵ در تفلیس به دنیا آمد . وی همچنین برنده جوایزی همچون هنرمند مردمی ارمنستان شوروی (۱۹۴۷) شد. وی در ۶ مهٔ ۱۹۶۹ در سن ۸۳ سالگی در ایروان درگذشت